# Eberhard von Bodenhausen
Hans Eberhard von Bodenhausen (1868-1918) est un entrepreneur, historien de l'art et juriste allemand.

## Biographie
Eberhard von Bodenhausen est le fils du majorat prussien et Freiherr Hans von Bodenhausen-Degener (de) et de Fanny Butler, originaire de Philadelphie. En 1887, il intègre le Corps Borussia Bonn et pousuit des études de droit à l'université de Leipzig et à l'université Friedrich Wilhelm de Berlin et devient l'ami de Harry Kessler.
Il est, en avril 1895, l'un des cofondateurs de la revue d'art et littéraire berlinoise Pan et se lie avec de nombreux artistes, poètes, publicistes et mécènes de son temps, comme Hugo von Hofmannsthal, Harry Kessler, Henry Van de Velde, Rudolf Alexander Schröder, Max Liebermann ou bien encore Paul Cassirer, personnalités avec lesquelles il entreprend une correspondance fournie. En 1894, Edward Munch fait son portrait.
Le 23 octobre 1897, il épouse la comtesse Dorothea Degenfeld-Schonburg (1877-1869), dont, parmi trois enfants, l'actrice Luli Deste (en).
Il est, le 16 novembre 1903, le cofondateur du Deutscher Künstlerbund dont il devient le secrétaire général.
Il est élu, le 2 novembre 1907, au conseil d'administration de Friedrich Krupp AG ; en janvier 1918, il est élu président du conseil de surveillance, quatre mois avant sa mort, survenue à l'âge de 49 ans.
Tout en assumant ses fonctions managériales, il poursuivit ses recherches en histoire de l'art.